# بادي كايج
بادي كيغ (بالإنجليزية: Buddy Cage)‏ هو موسيقي وعازف قيثارة أمريكي، ولد في 18 فبراير 1946 في تورونتو في كندا.

## وصلات خارجية
- بادي كايج على موقع IMDb (الإنجليزية)
- بادي كايج على موقع ميوزك برينز (الإنجليزية)
- بادي كايج على موقع ديسكوغز (الإنجليزية)